# Viola rudolphii
Viola rudolphii là một loài thực vật có hoa trong họ Hoa tím. Loài này được Sparre miêu tả khoa học đầu tiên.